# Bergmann-Borsig

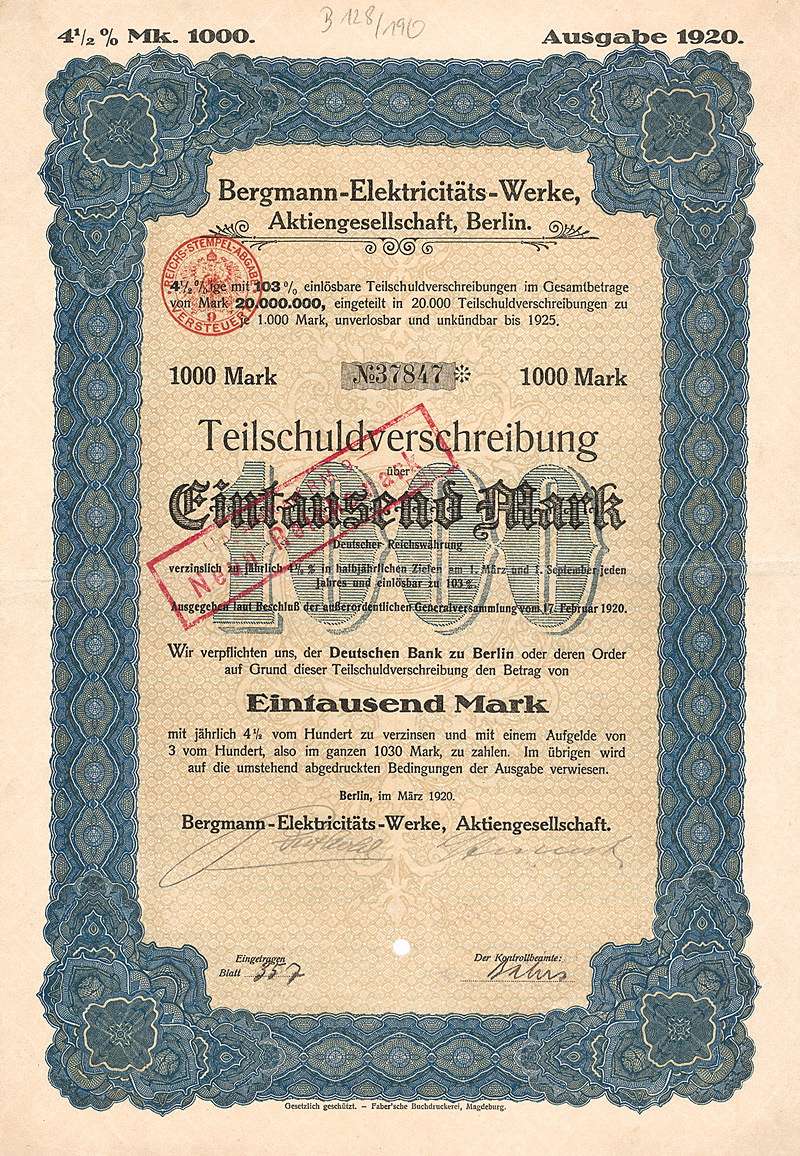
Teilschuldverschreibung über 1000 Mark der Bergmann-Elektricitäts-Werke AG vom März 1920

Bergmann-Borsig war der Name des größten Herstellers für Kraftwerkskomponenten in der DDR. Das Unternehmen war hervorgegangen aus der 1891 von Sigmund Bergmann gegründeten Bergmann Electricitäts-Werke Aktien-Gesellschaft.

## Bergmann Elektrizitätswerke

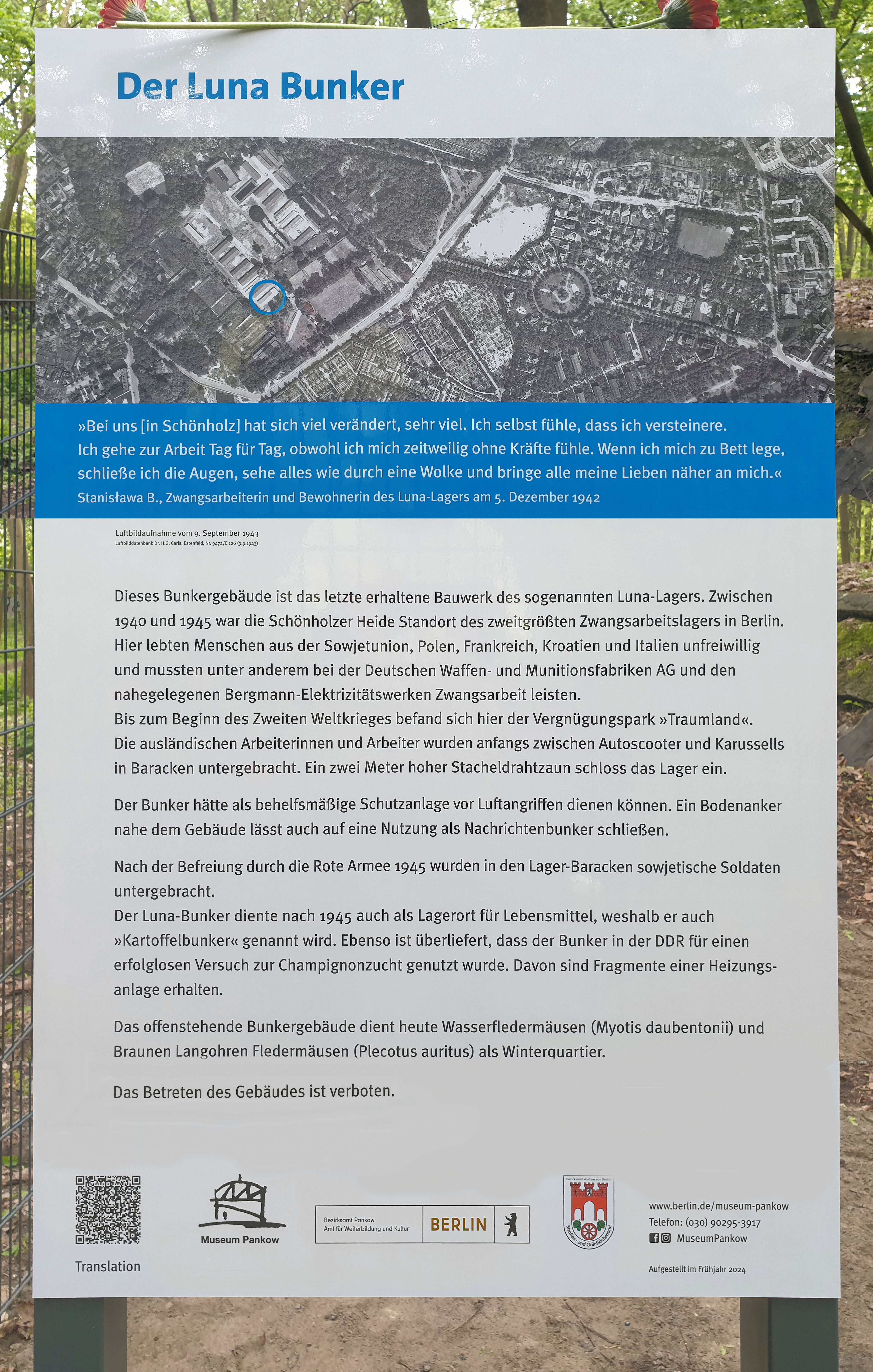
Zwangsarbeitslager in Berlin-Niederschönhausen

Sigmund Bergmann gründete 1891 in Berlin-Moabit die Sigmund Bergmann & Co. OHG, wo er zunächst wie zuvor in New York Artikel für elektrische Beleuchtung, Telefonanlagen u. a. herstellte. Bereits 1893 wurde das Unternehmen in eine Aktiengesellschaft umgewandelt, die Bergmann Electricitäts-Werke Aktien-Gesellschaft. Nachdem einige von Bergmanns Patenten Ende der 1890er Jahre erloschen waren, erweiterte er seine Produktionspalette und stellte auch Dynamos, Elektromotoren und elektrische Steuereinrichtungen her.
Als sich Sigmund Bergmann 1906 entschied, ein günstiges 76.000 m² großes Gelände in der Nachbarschaft des Ortes Wilhelmsruh zu erwerben, folgte er damit einer Entwicklung, die in der Berliner Industrie seit einiger Zeit zu beobachten war. Das Stammwerk der Bergmann Elektrizitätswerke AG an der Seestraße in Berlin-Wedding (heute Osram-Höfe) war zu klein geworden, eine räumliche Erweiterung nicht mehr möglich. Also blieb nur die Randwanderung als Ausweg. So hatten es Borsig, Siemens & Halske bzw. Siemens-Schuckert und die AEG schon gemacht. 1907 fand die erste Bebauung auf dem Gelände westlich des seit 1893 neu entstandenen Ortes Wilhelmsruh statt. Der Standort bot ideale Bedingungen. Die Nähe zu den Gleisanlagen und den Bahnhöfen der Berliner Nordbahn und der Heidekrautbahn (heute: Bahnhof Berlin-Wilhelmsruh) garantierte die Abwicklung des Waren- und Personenverkehrs. Die in den 1920er Jahren entstandene Straßenbahnverbindung von Reinickendorf nach Wilhelmsruh tat ein Übriges, die Mitarbeiter schnell an ihre Arbeitsplätze zu befördern. In den 1890er Jahren hatten sich schon im Gebiet um die Reinickendorfer Flottenstraße Unternehmen angesiedelt, was die Gegend für weitere Industrieansiedlungen interessant machte.

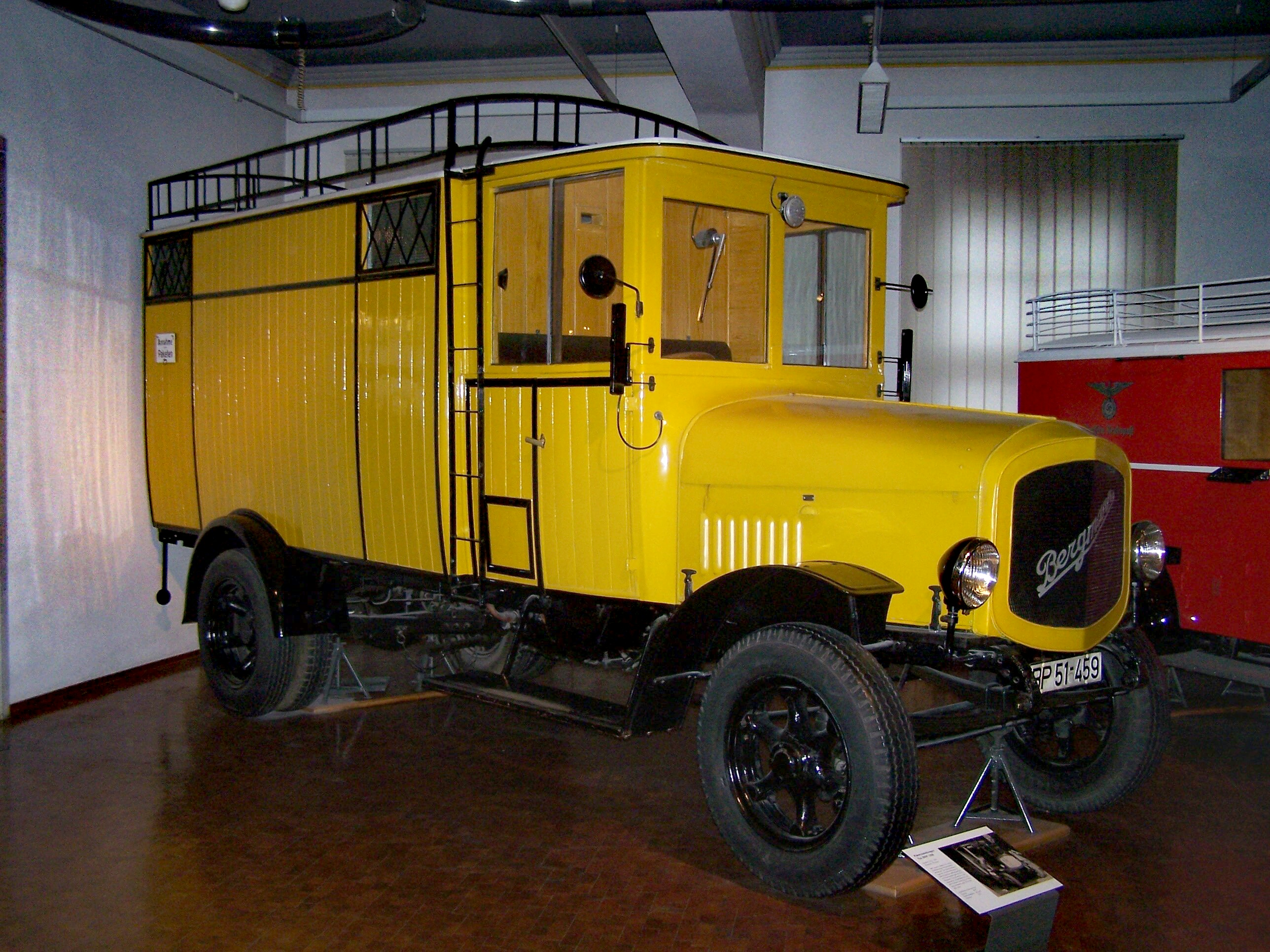
Bergmann-Paketzustell-Wagen mit Elektromotor, gebaut zwischen 1922 und 1927, Leistung 20 PS, Geschwindigkeit 20 km/h, Nutzlast 2,5 t, im Museum für Kommunikation in Nürnberg

Ab 1908 wurde mit dem Bergmann 50 PS ein Pkw-Modell gefertigt. Die Produktion wurde aufgegeben, als die Tochterfirma Bergmann-Metallurgique 1909 eine Lizenz von Métallurgique zur Fahrzeugherstellung erhielt.
Ebenfalls 1908 konnte die Produktion im neuen Metallwerk aufgenommen werden. Man begann mit der Herstellung von Anlagen für den Bau und die Ausrüstung elektrischer Straßen- und Überlandbahnen sowie elektrischer Lokomotiven. 1909 wurde das Kabelwerk eröffnet und die Fabrikation von Dampfturbinen nach Wilhelmsruh verlagert. Zur selben Zeit begann auch die Fabrikation von Fahrzeugen mit Benzin-Motor. 1910 gab es schon 18 Teilbetriebe auf dem Werksgelände. Ab 1911 produzierte das Unternehmen auch Elektrolastkraftwagen. 1912 wurde Sigmund Bergmann von der Technischen Hochschule Darmstadt die Ehrendoktorwürde (Dr.-Ing. E. h.) verliehen und in der Begründung als „weitblickender Techniker und erfolgreicher Organisator“ gerühmt. Ab 1913 verstärkte die Bergmann AG ihr Engagement in der Automobilproduktion. Von der Tochterfirma Bergmann-Metallurgique wurden sowohl Pkw als auch Lkw in belgischer Lizenz gebaut.
Mit Ausbruch des Ersten Weltkrieges wurden große Teile der Bergmann-Werke auf Rüstungsproduktion umgestellt. Danach wurden auch elektrische Automobile (Typ Protos) hergestellt. Bis Ende der 1920er Jahre war die Auftragslage positiv. 1927 starb Sigmund Bergmann 76-jährig. Im Zuge der Weltwirtschaftskrise von 1929 mussten die Betriebe an der Weddinger Seestraße an Osram verkauft werden und 1932 wurde die Einstellung der Lokomotivproduktion beschlossen.
Ab 1932 konzentrierte sich die Produktion auf die Metallwerke, das Kabelwerk, die Isolierrohr-, Stahl-, Maschinen- und Autofabrik in Wilhelmsruh. 1933 waren nur noch 900 Mitarbeiter bei Bergmann beschäftigt. 1933/1934 wurden Teile des Werkes allmählich für die Rüstungsproduktion umgestellt. Das noch heute bestehende Verwaltungsgebäude in der Kurzen Straße wurde 1937 seiner Bestimmung übergeben. Beginnend mit dem Jahr 1940 wurden ausländische Zwangsarbeiter in den Bergmann-Werken eingesetzt. Aufgrund der verstärkt gezielten Bombenangriffe 1943/1944 verlagerte das Unternehmen einen Teil der Rüstungsproduktion nach Ratibor in Oberschlesien. Am 23. April 1945 besetzte die Rote Armee das Wilhelmsruher Werk, das am Ende des Zweiten Weltkrieges zu 75 Prozent zerstört war.
Nach dem Zweiten Weltkrieg wurde das jetzt im sowjetischen Sektor Berlins gelegene Werk von der Sowjetischen Militäradministration beschlagnahmt und von der Deutschen Treuhandstelle im Sowjetischen Besatzungssektor verwaltet. Freiwillige Helfer begannen, das Werk wieder aufzubauen, um einen raschen Neubeginn zu gewährleisten. Statt Rüstungsgütern wurden allerlei Dinge des täglichen Bedarfs gefertigt. Dazu gehören Kochtöpfe, Pflüge, Handkarren oder Herdplatten.

## VEB Bergmann-Borsig

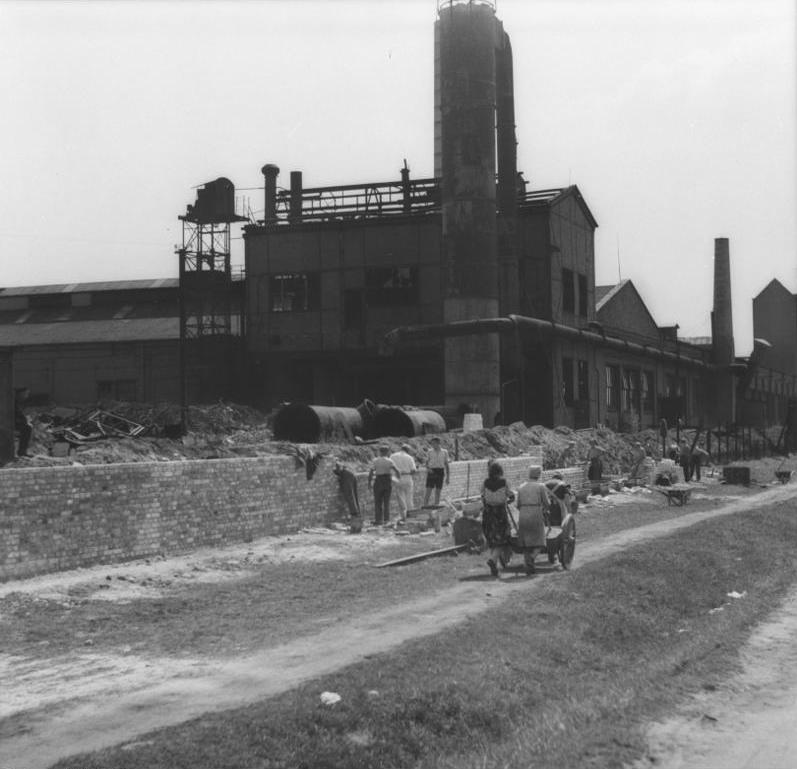
Wiederaufbau des Bergmann-Borsig-Werks in Berlin-Wilhelmsruh

1949 wurde auf Beschluss der Sowjetischen Militäradministration in Deutschland (SMAD) aus der einstigen Aktiengesellschaft ein Volkseigener Betrieb. Das Unternehmen hieß nun VEB Bergmann-Borsig. Der Name Borsig wurde in den Firmennamen integriert, weil viele Arbeiter der früheren Borsigwerke in Berlin-Tegel beim Wiederaufbau mitgeholfen hatten. Die Mitarbeiterzahl schnellte bis Ende des Jahres 1949 auf 1900 hoch. Diese waren nun vorwiegend in der Produktion für Energieanlagen, Großturbinen und Kraftwerksgeneratoren eingesetzt. In dieser Zeit entwarf und konstruierte das bei Bergmann-Borsig angesiedelte „Zentrale Büro“ der VVB Energie- und Kraftmaschinenbau (EKM) auch Turbinen kleinerer Leistung für den Görlitzer Maschinenbau (heute: Standort Görlitz von Siemens Power Generation) und das Elbe-Werk Roßlau. Daneben beschäftigte man sich zunächst noch mit Reparaturen an Schiffsturbinen und großen Schiffsgetrieben sowie an Motoren, Schaltern und anderen Elektrogeräten. 1953 wurde der Dampfkesselerzeuger VEB Dampferzeugerbau Berlin mit 3000 Beschäftigten aus Bergmann-Borsig ausgegliedert. Im Juni 1953 ging von Bergmann-Borsig eine der Initialzündungen zum Generalstreik und zum Volksaufstand am 16./17. Juni aus.
Von 1949 bis 1990 wurden insgesamt mehr als 300 Turbosätze im Leistungsspektrum von 25 bis 110 MW hergestellt, vorrangig für die Kraftwerke in der DDR, aber auch einige für den Export, so nach Indien, Finnland, Kuba und China. Im Kraftwerk Lippendorf wurden 1965 die ersten bei Bergmann-Borsig entwickelten wassergekühlten Statoren mit je 50 MW Leistung errichtet. Außerdem wurden ab 1967 insgesamt 32 Turbosätze sowjetischer Produktion im Leistungsbereich von 200 bis 500 MW durch Bergmann-Borsig in der DDR installiert und in Betrieb genommen. 1989 hatte der VEB Bergmann-Borsig insgesamt 4300 Beschäftigte, davon etwa 3500 im Werk Wilhelmsruh, und war Stammbetrieb des Kombinats Kraftwerksanlagenbau.
Da von der DDR-Regierung gefordert worden war, dass die Investitionsgüter herstellenden Betriebe auch Konsumgüter zur besseren Versorgung der Bevölkerung herstellen sollten, begann man in den 1960er Jahren damit, Trockenrasierer unter der Bezeichnung bebo sher (für Bergmann-Borsig Rasierapparate) herzustellen. Der VEB Bergmann-Borsig war damit nahezu Monopolist auf dem DDR-Markt, belieferte aber auch westdeutsche Versandhäuser.
Der VEB Bergmann-Borsig war ein bedeutender Ausbildungsbetrieb mit einer eigenen Betriebsberufsschule.
Im Zuge der gesellschaftlichen Umwälzungsprozesse im Frühherbst 1989 schrieben am 28. September 1989 die Gewerkschaftsfunktionäre der einzelnen Abteilungen einen offenen Brief an den damaligen Vorsitzenden des FDGB, Harry Tisch, in dem verschiedene Missstände sowohl im Betrieb als auch in der Gesellschaft aufgezeigt wurden. Zu diesem Zeitpunkt war solch ein Brief aus einem sozialistischen Großbetrieb noch ein Novum, zumal er auch durch westliche Massenmedien verbreitet wurde.

### Lage an der Berliner Mauer
Mit dem Bau der Berliner Mauer im Jahr 1961 wurde das Bergmann-Borsig-Gelände Grenzgebiet, das nur mit besonderer Berechtigung betreten werden durfte. Insgesamt stellten 2008 Meter der Firmengrenze an der Nord- und Südwestseite des Areals die Mauer dar.
Der Grenzstreifen war im Bereich zwischen dem Bahndamm der Nordbahn und dem Werk besonders schmal. Der Platz reichte nur noch für den Grenzweg, dementsprechend waren alle Öffnungen der Werksgebäude entsprechend vermauert und gesichert. Kuriosität am Rande: In das Gelände von Bergmann-Borsig hinein, jedoch zum Westen gehörend, befand sich ein Grundstück (Hundeschule von Tamerlan), das vom Westen her durch eine Brücke im Bahndamm zugängig war, während die Mauer dieses von Osten unmittelbar umschloss.
Im Gedenken an die besondere Lage sind heute drei Mauerteile am Haupteingang zum Gelände in der Lessingstraße als Denkmal aufgestellt.

### Das Kulturhaus

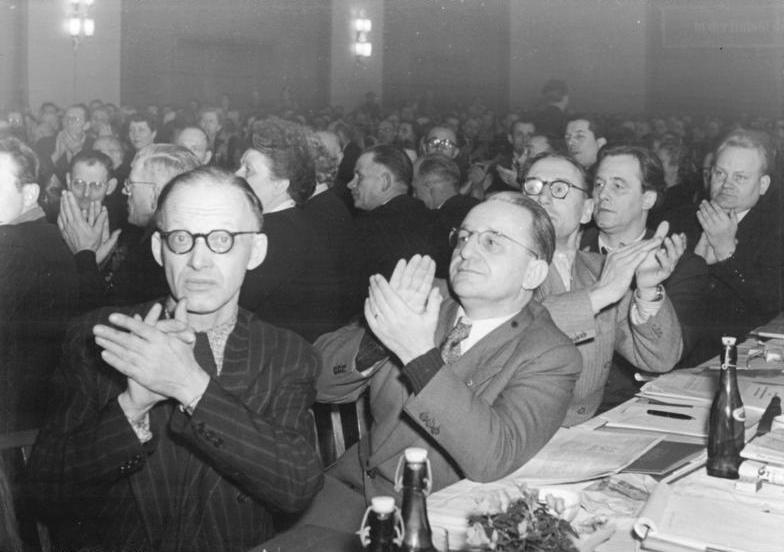
SED-Bezirksdelegiertenkonferenz im Kulturhaus

Auf dem Gelände des Bergmann-Borsig Werkes befand sich auch das Gebäude des werkseigenen Kulturhauses, das mit seinem Kultursaal fast die Ausmaße eines kleinen Theaters hatte. Entsprechend der Bedeutung des Werkes in der DDR war dieses Kulturhaus auch der Ort wichtiger politischer und kultureller Veranstaltungen, zum Beispiel:
- 2. Gesamtberliner Metallarbeiterkonferenz des FDGB 1954
- Regelmäßige Jugendweihe-Feiern seit 1955
- Zahlreiche Festveranstaltungen mit Kulturensemble, Chor- und Tanzgruppenauftritten, sowie Laientheateraufführungen
- Kulturkonferenz des Zentralkomitees der SED, des Ministeriums für Kultur und des Deutschen Kulturbundes 1960
- Miss-Germany- und Miss-Berlin/DDR-Wahl 1990 mit 500 Besuchern.

## Entwicklung nach der Wende
Nach der Wende in der DDR wurde das Unternehmen mit Wirkung vom 1. Juli 1990 in eine GmbH umgewandelt und war im Besitz der Treuhand. Am 20. März 1991 kaufte das Großunternehmen ABB das Unternehmen, das zunächst unter ABB Bergmann-Borsig GmbH und ab dem 1. Januar 1993 als ABB Kraftwerke Berlin GmbH firmierte. Die Mitarbeiterzahl war bis dahin durch Entlassungen und Ausgliederungen bereits auf etwa 1300 gesunken. Mit der Übernahme der Kraftwerksaktivitäten von ABB durch Alstom wurde die Firma geändert in Alstom Power Service GmbH, die an ihrem Standort in Wilhelmsruh noch etwa 320 Beschäftigte hat.
Die Produktion bzw. Reparatur von Kraftwerksanlagen konzentriert sich auf dem Kernareal des früheren Bergmann-Geländes. Gleichzeitig versucht ABB, das übrige Gelände zu einem Gewerbepark mit Bezeichnung PankowPark zu entwickeln. In den größtenteils denkmalgeschützten Gebäuden wird versucht, historische städtebauliche Strukturen mit wirtschaftlicher Nutzung zu vereinen. Heute sind hier mehr als 80 Unternehmen angesiedelt, sowie Künstlerateliers, Kleingewerbe und Kulturstätten und Ausbildungsbetriebe wie die BaFu Nord GmbH. Die Mitarbeiterzahl liegt insgesamt bei 1800. Dabei ist das wichtigste Unternehmen eine Fabrik zur Herstellung von Schienenfahrzeugen, die 1995 durch Adtranz neu gebaut worden war und heute zum Schweizer Schienenfahrzeughersteller Stadler Rail gehört. Weitere größere Unternehmen auf dem Gelände, die nach 2000 auch neue Werkshallen errichtet haben, sind die KST Kraftwerks- und Spezialteile GmbH, die in den 1990er Jahren als Ausgründung aus der ABB Kraftwerke Berlin GmbH entstand, sowie die Black Box Music Veranstaltungstechnik GmbH.

## Sport
Aus den ehemaligen Betriebssportgruppen sind neben dem 1994 in Konkurs gegangenen Fußballverein SG Bergmann-Borsig noch heute tätige Sport-Vereine hervorgegangen. Die größten Abteilungen davon sind Tennis und Bogenschießen.

## Sonstiges
- Die AWG Bergmann-Borsig war eine 1956 gegründete Arbeiter-Wohn-Genossenschaft, eine Wohnungsbaugesellschaft für die Angehörigen des Betriebes in Wilhelmsruh.
- Eine neue Straßenanbindung des Werkes von Norden her wurde 2006 erbaut. Sie erhielt den Namen des durch den Nationalsozialismus und das SED-Regime verfolgten Heinz Brandt.
- Bergmann Borsig, vormals VEB. Regie: Lothar Schuster, Barbara Kasper. Dokumentarfilm. Deutschland 1992. Farbe 16 mm, 94 Minuten.